# 상수초등학교
상수초등학교는 대한민국 경기도 양주시에 있는 공립 초등학교이다.

## 학교 연혁
- 1955.03.29 남면국민학교 상수분실 인가
- 1962.06.20 상수분교장 인가(3학급 편성)
- 1963.12.20 상수국민학교 인가. 초대 강도희 교장 취임
- 1964.03.03 상수국민학교 개교(6학급 편성)
- 1996.03.01 상수초등학교로 명칭 개칭
- 1999.01.29 다목적 교실 준공
- 2004.04.20 은행나무도서관 개관
- 2013.03.01 제19대 정혜경 교장선생님 취임
- 2013.11.04 운동장 배수로 정비
- 2013.11.04 인도 및 차도 분리 공사
- 2015.02.13 제50회 졸업식(누계 1,561명)
- 2015.03.01 6학급 편성
- 2016.03.01 제20대 왕동순 교장선생님 취임